# Zenit de San Petersburgo (voleibol)
"Zenit" (Волейбольная команда «Зенит») es un equipo ruso de voleibol de la ciudad de San Petersburgo. El club forma parte de la Superliga Rusa de Voleibol en la que compite con Gazprom como principal patrocinador del club.

## Historia
El VC Zenit fue fundado en junio de 2017 y forma parte del Zenit de San Petersburgo y jugó en la Superliga Rusa por primera vez en la temporada 2017-18 y terminó en quinta posición, perdiendo en los Play Offs contra el Zenit Kazan.